# تپه سیدلرقنبری
تپه سیدلرقنبری مربوط به پیش از دوره اشکانیان است و در شهرستان هشترود، بخش مرکزی، روستای قاضی کندی واقع شده و این اثر در تاریخ ۱۱ مرداد ۱۳۸۴ با شمارهٔ ثبت ۱۲۶۲۸ به‌عنوان یکی از آثار ملی ایران به ثبت رسیده است.